# Michael Reilly Burke
Michael Reilly Burke est un acteur américain né le 27 juin 1964 en Californie.

## Biographie
Michael Reilly Burke est marié avec Kayren Butler depuis octobre 2008. Ils ont deux enfants.
Il a joué dans de très nombreuses séries télévisées.

## Filmographie

### Cinéma
- 1996 : Mars Attacks! : GNN Reporter
- 2002 : Ted Bundy : Ted Bundy
- 2005 : Outside a Dream (court métrage) : Jonathan Stevens
- 2006 : La Mort du président (Death of a President) : Robert H. Maguire
- 2007 : The Frolic (court métrage) : Dr. David Munck
- 2008 : Kate Wakes (court métrage) : Paul
- 2009 : The Collector : Michael Chase
- 2014 : The Big Bad City : Détective Kelly
- 2015 : My All American : Fred Steinmark

### Télévision
- 1993 : Melrose Place : Fred Linquist
- 1993 : Un drôle de shérif : David Beale
- 1994 : SeaQuest, police des mers : Commando
- 1996 : Space 2063 : Capt. John Oakes
- 1996 : Central Park West : Tyler Brock
- 1996 : Diagnostic : Meurtre : Kyle Harding
- 1997 : Orleans (en) : Jesse Charbonnet
- 1997 : Promised Land (en) : Steve Dunbar
- 1998 : Beverly Hills 90210 : Jeff Stockmann
- 1998 : Créature : Adam Puckett
- 1998 : Le Caméléon : Harold 'Harry' Kincaid
- 1999 : Ally McBeal : Mr. Wells
- 1999 : La Vie à cinq : procureur Fellows
- 1999 : Poltergeist : Les Aventuriers du surnaturel : Jeffrey Sandor
- 1999 : Providence : Brady Pullman
- 2000 : Charmed : Cupidon
- 2001 : Associées pour la loi : Matt McClendon
- 2001 : The Beast : Jeremy Anglade
- 2001 : Octopus 2 : Nick Hartfield
- 2002 : For the People (en) : Jackson Rose
- 2002 : Hôpital San Francisco
- 2003 : Cold Case : Affaires classées : Eric Whitley
- 1995-2004 : New York Police Blues : James Carlin / Harry Benson
- 2004 : Newport Beach : Tom Willington
- 2004 : The Practice : Détective Kevin McCarley
- 2004 : Les Experts : Bailey Coombs
- 2004 : Star Trek: Enterprise : Koss
- 2001-2004 : JAG : Commandeur Adam Kohler / Lt. Cmdr. Jay Pagano
- 2004 : NYPD 2069 (téléfilm) : Harlan Kroger
- 2005 : Preuve à l'appui : Agent Sullivan
- 2005 : À la Maison-Blanche : Bill Brewer
- 2005 : Tru Calling : Compte à rebours : Russell Marks
- 2005 : NCIS : Enquêtes spéciales : Frank Connell
- 2006 : FBI : Portés disparus : Don McGraw
- 2007 : Les Experts : Miami : Daniel Wells
- 2006 : Heroes : Détective
- 2007 : Close to Home : Juste Cause : Carl Middleton
- 2007 : 24 Heures chrono : Bruce Carson
- 2007 : Shark : Stuart Buckner
- 2007 : Ghost Whisperer : William Taylor
- 2007 : The Cure (téléfilm) : Frank Carter
- 2007 : Company Man (téléfilm) : Ted Gaines
- 2007-2009 : Retour à Lincoln Heights : Kevin Lund
- 2009 : Eli Stone : Clayton Wells
- 2009 : Castle : Frank Nesbit
- 2009 : Urgences : Dick White
- 2009 : Melrose Place : Gary Sarling
- 2009 : Forgotten : Coach Flynn
- 2009 : Les Experts : Manhattan : Dr. Harvey Fuller
- 2009 : NCIS : Los Angeles : Malcolm Tallridge
- 2010 : Private Practice : Simon McConnell
- 2010 : Undercovers : Brian Murphy
- 2010 : Esprits criminels : Agent Grady Beeks
- 2011 : Memphis Beat : Miles Ahomana / Miles Hart
- 2011 : Drop Dead Diva : Steve Vaught
- 2011 : Suspect numéro un New York (Prime Suspect) : Doug Roenick
- 2011 : Rizzoli and Isles : Chef Joe Kobolsnik
- 2012 : Mentalist : Andrew Kellogg
- 2012 : Hawaii 5-0 : Andrei Shepkin
- 2012 : Breakout Kings : Ken
- 2012-2015 : Revenge : Agent John McGowen
- 2012 : Vampire Diaries : Pasteur Young
- 2013 : Grey's Anatomy : Mr. Finch
- 2012-2013 : Vegas : D.A. Jerry Reynolds
- 2013 : Burn Notice : Peter Mallard
- 2014-2015 : Satisfaction : Daniel Harper
- 2015 : Backstrom : Donald Sampson
- 2015 : Suits : Avocats sur mesure : Teddy
- 2015 : Code Black : Frank Irving
- 2015 : Bones : Luke Nicholson
- 2015 : Paradise Pictures (téléfilm) : Frank Capra
- 2015-2016 : Shameless : Theo Wallace
- 2017 : Training Day : Robert Burns
- 2017 : NCIS : Nouvelle-Orléans : Général John Walsh
- 2017 : Switched : Dr. Eric Bannon
- 2017 - 2018 : Murder : Louis Lindgren (1 épisode)
- 2024 : Griselda : Capitaine Sweetwater